# Logania nuda
Logania nuda är en tvåhjärtbladig växtart som beskrevs av Ferdinand von Mueller. Logania nuda ingår i släktet Logania och familjen Loganiaceae. Inga underarter finns listade i Catalogue of Life.